# نبرد راونا (۴۷۶)
نبرد راونا (انگلیسی: Battle of Ravenna) نبرد راونا، در پایتخت امپراتوری روم غربی، بین هرولی‌ها به رهبری پادشاه خود اودوآکر و بقایای ارتش روم غربی در ایتالیای رومی در اوایل سپتامبر ۴۷۶ رخ داد و نشان دهنده یک رویداد اوج در سقوط امپراتوری روم غربی بود.